# شرق (مجله)
شرق مجله‌ای ادبی بود که بین سال‌های ۱۳۰۳ تا ۱۳۱۰ توسط محمد رمضانی، صاحب بنگاه انتشاراتی کلالهٔ خاور در تهران منتشر می‌شد. برخی از چهره‌های برجستهٔ ادبی آن زمان از سردبیران این مجله بودند. اولین شماره در شهریور ۱۳۰۳ و شمارهٔ بعدی در صفحات بسیار کمتری به ترتیب در فروردین ۱۳۰۵ به سردبیری علی دشتی و نصرالله فلسفی منتشر شد. مشکلات در هر دو نوبت منجر به توقف انتشار آن تا دی ۱۳۰۹ گردید که با سردبیری سعید نفیسی به عنوان مجلهٔ جدید از سر گرفته شد و تا بهمن ۱۳۱۰ به‌طور منظم دوازده شماره ادامه یافت.
این مجله از همکاری نویسندگان و ادبای برجستهٔ آن زمان بهره می‌برد. هدف شمارهٔ اول ارائهٔ اطلاعات مفید در مورد ملل بیگانه بود، در حالی که در شمارهٔ دوم که پس از گذشت نزدیک به دو سال منتشر گردید، بیشتر به موضوعات ادبی پرداخته شد. در دوره‌ای که نشریه به‌طور منظم منتشر می‌شد، توجه قابل توجهی به ادبیات فارسی و تاریخ ایران و کشورهای همسایه شده بود. سعید نفیسی در اولین شماره از سری جدید اعلام کرده بود که قصد دارد «بهترین آثار از قلم بزرگان ادبی تهران را به خوانندگان ارائه کند و این مجله محفلی برای نویسندگان حال حاضر ادبیات فارسی باشد و همچنین می‌خواهد نشان دهد که پژوهش در ادبیات و تاریخ ایران دیگر در انحصار چند مستشرق نیست. ما اکنون در کشور خود به نقطه‌ای رسیده‌ایم که مستشرقان باید از تحقیقات دانشمندان خود ما بهره ببرند». او همچنین خاطرنشان کرد که این مجله ترجمه‌های فارسی آثار مهمی را که به زبان‌های دیگر نوشته شده‌اند منتشر می‌کند و مقالات آن استاندارد بالایی از نگارش به زبان فارسی را بدون توسل به قوانین و دستورالعمل‌ها ایجاد می‌کند. یکی از ویژگی‌های بارز مجله ترجمهٔ ماریا استوارت اثر فریدریش شیلر بود که توسط عبدالحسین میکده ارائه شده بود که در دوازده شماره به صورت سلسله‌ای منتشر گردید.
شرق در چاپخانهٔ خاور در ۳۲ تا ۶۲ صفحهٔ تک ستونی ۱۴ در ۲۱٫۵ سانتی‌متر چاپ می‌شد و به ندرت تصویر داشت. نرخ اشتراک سالانهٔ آن ۳۰ ریال بود. مجموعه‌های کامل این مجله در کتابخانهٔ مرکزی دانشگاه تهران، کتابخانهٔ ابن مسکویه اصفهان، کتابخانهٔ مرکزی فارس و کتابخانه‌های مؤسسهٔ مطالعات تاریخ معاصر ایران، دانشکدهٔ مطالعات شرقی و آفریقایی دانشگاه لندن، و انستیتو ملی زبان‌ها و تمدن‌های شرقی در پاریس موجود است. همچنین مجموعهٔ کامل سری جدید در کتابخانهٔ ملی ایران، کتابخانهٔ مجلس ۲، کتابخانهٔ آستان قدس رضوی، کتابخانهٔ دانشگاه هاروارد و کتابخانهٔ دانشگاه پرینستون در دسترسند.